# Enrique Perea Quintanilla
Enrique Perea Quintanilla (1956 - Aldama, Chihuahua, 9 de agosto de 2006) fue un periodista mexicano, fundador de la revista «Dos Caras, Una Verdad», una publicación mensual especializada en denunciar homicidios y tráfico de drogas en el estado mexicano de Chihuahua.
Tenía 20 años de experiencia como periodista de investigación y reportero de asuntos criminales, y trabajó para dos diarios locales antes de crear su propio medio en 2005. Publicó una serie de artículos de investigación sobre asesinatos relacionados con la droga, corrupción política y narcotráfico local. Por supuestas represalias contra su trabajo, en agosto de 2006 Perea Quintanilla fue secuestrado y asesinado presuntamente por traficantes de droga de Chihuahua. El delito nunca se resolvió.

## Carrera profesional
Perea Quintanilla tenía 20 años de experiencia como reportero de asuntos criminales en los periódicos locales El Heraldo de Chihuahua y El Diario de Chihuahua, antes de crear su revista Dos Caras, Una Verdad en 2005. Esta nueva revista estaba dedicada en exclusiva a los crímenes, y se hizo célebre por sus críticas al gobierno mexicano a causa del alto índice de homicidios en el estado de Chihuahua, en particular ejecuciones entre bandas rivales de traficantes. También escribía en su revista sobre funcionarios corruptos, asesinatos no resueltos y tráfico de drogas. Perea Quintanilla podría haber sufrido el acoso de funcionarios locales que querían censurar su trabajo.
Antes de su asesinato, Perea Quintanilla escribió en su última columna que Dos Caras, Una Verdad tenía varios vídeos, fotos y documentos lo suficientemente detallados para supuestamente inculpar a varios políticos y altos cargos del gobierno, entre ellos el entonces gobernador de Chihuahua, José Reyes Baeza Terrazas.

## Asesinato
El 9 de agosto de 2006, alrededor de las 2 de la madrugada, las autoridades mexicanas descubrieron el cuerpo de Perea Quintanilla en un camino de las afueras de Chihuahua, capital del estado del mismo nombre, en el municipio de Aldama. El cadáver mostraba signos de tortura y varios disparos efectuados con un arma del calibre 45 en la cabeza y la espalda. Según la policía, la forma en que Perea Quintanilla fue asesinado tenía todas las características del crimen organizado y aparentemente estaba relacionado con su trabajo. Perea Quintanilla fue visto por última vez a las 11 de la mañana del día anterior, cuando salió de su oficina, pero se encontró su vehículo abandonado en el centro de Chihuahua esa misma noche. Su familia denunció la desaparición a la policía el 8 de agosto, solo un día antes de que se encontrara su cuerpo.

### Antecedentes
La muerte de Perea Quintanilla elevó a 10 el número de periodistas asesinados en México desde 2004. Otros dos periodistas habían desaparecido y se desconoce su paradero, pero esas cifras han crecido significativamente desde entonces.
Otros seis periodistas fueron asesinados en todo el país entre octubre y diciembre de 2006: Gerardo Guevara Domínguez, del semanal Siglo 21, fue ejecutado en el estado de Durango; Misael Tamayo Hernández, del diario El Despertar de la Costa, fue asesinado por una inyección letal; José Manuel Sánchez Nava, autor de un libro en el que criticaba la administración del antiguo presidente Vicente Fox, fue apuñalado en Ciudad de México, capital del país; Roberto Marcos García, del semanario Testimonio, fue asesinado con arma de fuego supuestamente por traficantes de drogas; Adolfo Sánchez Guzmán, presentador de un canal local de Televisa en Veracruz, fue asesinado aparentemente por venganza; José Antonio García Apac, que escribía para Ecos de la Cuenca, fue secuestrado y continua desaparecido.

### Vídeos de confesiones
El 12 de octubre de 2012, el grupo de comunicación Televisión Azteca recibió un vídeo de un usuario anónimo en el que aparecían dos hombres desnudos, con claros signos de haber sido torturados, que confesaban su implicación en el asesinato de Perea Quintanilla. Los supuestos asesinos, Leopoldo Rodríguez García y Armando Duarte Escobedo, eran interrogados por un hombre fuera de pantalla, y admitían haber matado a Perea por orden de los tres señores del cártel de Juárez, una organización criminal dedicada al tráfico de droga y radicada en el estado de Chihuahua.
En un segundo vídeo enviado a la web de El Diario de Chihuahua, se ve a Mario Ángel González, abogado y hermano de la fiscal general de dicho estado, esposado y rodeado de al menos cinco pistoleros enmascarados que portan rifles de asalto. Tras responder a varias preguntas, el hombre confiesa que su hermana, Patricia González, fiscal general de Chihuahua, había ordenado la ejecución de Perea Quintanilla y Armando Rodríguez Carreón, también periodista.
La autenticidad de las confesiones proporcionadas por los vídeos es cuestionable y nunca ha sido confirmada.

## Vida personal
Perea Quintanilla tenía dos hijos, Sergio Enrique y Jonathan Perea Cárdenas. Este último fue asesinado por un pistolero no identificado el 31 de octubre de 2009, cuando contaba 26 años de edad.